# King of Dreams
King of Dreams är en singel lanserad av rockbandet Deep Purple i oktober 1990 från albumet Slaves and Masters. Låten är skriven av Ritchie Blackmore, Joe Lynn Turner och Roger Glover, och producerades av Roger Glover. Singeln släpptes på 12" vinyl och innehöll både en förkortad version av låten (4:44) och albumversionen (5:30), tillsammans med spåret Fire in the Basement.
Låten spelades in i början av 1990 vid Greg Rike Productions i Orlando, Florida, med ytterligare inspelningar vid Sountec Studios Inc. och The Powerstation i New York. Musikvideon, regisserad av James Foley, spelades in vid Santa Cruz Beach Boardwalk och innehöll skådespelerskan Betsy Lynn George, känd från Billy Idols musikvideo Cradle of Love.
King of Dreams visar upp bandets melodiska och kommersiella sida med Joe Lynn Turner, som var bandets sångare under denna period. Låten marknadsfördes tillsammans med en musikvideo och tillhör det fåtal låtar från Slaves and Masters som ofta lyfts fram av fans och kritiker.

## Låtlista
Sida A
1. King of Dreams (edit) – 4:44

Sida B
1. Fire in the Basement – 4:43
2. King of Dreams (albumversion) – 5:30

## Medverkande
- Joe Lynn Turner – Sång
- Ritchie Blackmore – Gitarr
- Roger Glover – Bas
- Jon Lord – Orgel
- Ian Paice – Trummor

## Produktion
- Producent: Roger Glover
- Skivbolag: RCA Records
- Inspelningsplatser: Greg Rike Productions (Orlando), Sountec Studios Inc., The Powerstation (New York)